# José Seguí
José Maria Seguí (Camprodon, 3 oktober 1773 - 4 juli 1845) was een Spaans rooms-katholieke geestelijke. Seguí was van 1830 tot aan zijn dood in 1845 aartsbisschop van het Aartsbisdom Manilla.
Seguí werd geboren in het Spaanse Camprodon in de buurt van Pamplona. Hij trad in zijn jonge jaren toe tot de kloosterorde van de Augustijnen in La Seu d'Urgell. In 1795 vertrok hij naar de Filipijnen. Daarna reisde hij door naar China, waar hij 20 jaar lang als missionaris diende. Eenmaal terug in de Filipijnen was hij gedurende elf jaar lang de procureur-generaal van de Augustijnen daar.
Op 27 juli 1829 werd hij benoemd tot hulpbisschop van het Aartsbisdom Manilla en titulair bisschop van Hierocaesarea. Na de dood van Hilarión Díez, de aartsbisschop van Manilla werd hij op 5 juli 1830 benoemd als de nieuwe aartsbisschop. De wijding tot aartsbisschop volgde op 8 oktober van dat jaar. Seguí overleed op 4 juli 1845 en zou als aartsbisschop worden opgevolgd door José Aranguren..